# Kivalina
Kivalina è una città e un villaggio nel Borough di Northwest Arctic, Alaska, Stati Uniti. La popolazione risultava di 377 unità al censimento del 2000, di 374 a quello del 2010.
L'isola su cui si trova il villaggio è minacciata dall'innalzamento del livello del mare e dall'erosione delle coste. Dal 2013 si prevede che l'isola verrà inondata entro il 2025.

## Origini del nome
Il villaggio fu nominato per la prima volta come "Kivualinagmut" nel 1847 dal luogotenente Lavrentij Alekseevič Zagoskin della Marina Imperiale Russa.

## Storia
Kivalina è un'isola artica situata nel distretto Nord-Occidentale dell'Alaska, al largo del Mare dei Ciukci e poco lontana dal Circolo polare artico.
Di recente Kivalina è diventata il simbolo dei danni causati dal cambiamento climatico e dal riscaldamento globale. I suoi abitanti, circa 400, distribuiti nelle 85 case presenti sull'isola, sono di etnia Iñupiat.

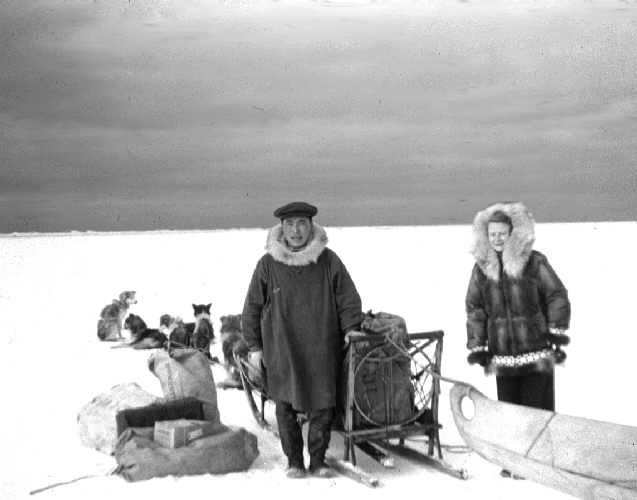
Gente d'Alaska, 1956

Originariamente nomadi, utilizzavano l'isola come avamposto per la caccia alle balene, finché nel 1905 il governo federale americano costruì una scuola e costrinse i nativi Iñupiat a mandarci i figli. Nel 1957 fu scoperto anche il petrolio.
Altra risorsa dell'isola è una grande miniera di zinco, da dove si estrae anche ferro.
Negli anni, l'aria e l'acqua sono state inquinate da metalli pesanti e si è osservato un aumento dell'anidride carbonica in atmosfera.
Tutto questo ha causato problemi ambientali importanti, tra cui l'assottigliamento dei ghiacciai e l'innalzamento del livello del mare, tanto che la popolazione nel 2008 ha chiesto un risarcimento per i danni causati dall'inquinamento e dalle emissioni a effetto serra. Si tratta della prima causa per il riscaldamento globale intentata in America.
L'ex-presidente degli Stati Uniti Barack Obama nel 2015 ha compiuto un viaggio a Kivalina, manifestando preoccupazione per gli abitanti. Spostare un villaggio e i suoi abitanti, però, è molto costoso e le autorità governative non si accordano sugli interventi necessari per risolvere il problema.
Secondo gli esperti della National Oceanic and Atmospheric Administration, i cambiamenti climatici nell'Artico sono così rapidi da causare un riscaldamento a velocità doppia di qualunque altro punto della Terra, causando lo scioglimento del ghiaccio.
Il villaggio di Kivalina rischia di essere sommerso dalle onde che s'infrangono sulle sue coste a causa della perdita dello spesso strato di ghiaccio che proteggeva l'isola.
Gli abitanti di Kivalina vivono in emergenza continua.
In assenza di interventi, si prevede che l'isola di Kivalina scomparirà entro il 2025.

## Infrastrutture e trasporti

### Aeroporto
Presso la città è presente l'Aeroporto di Kivalina.

## Galleria d'immagini

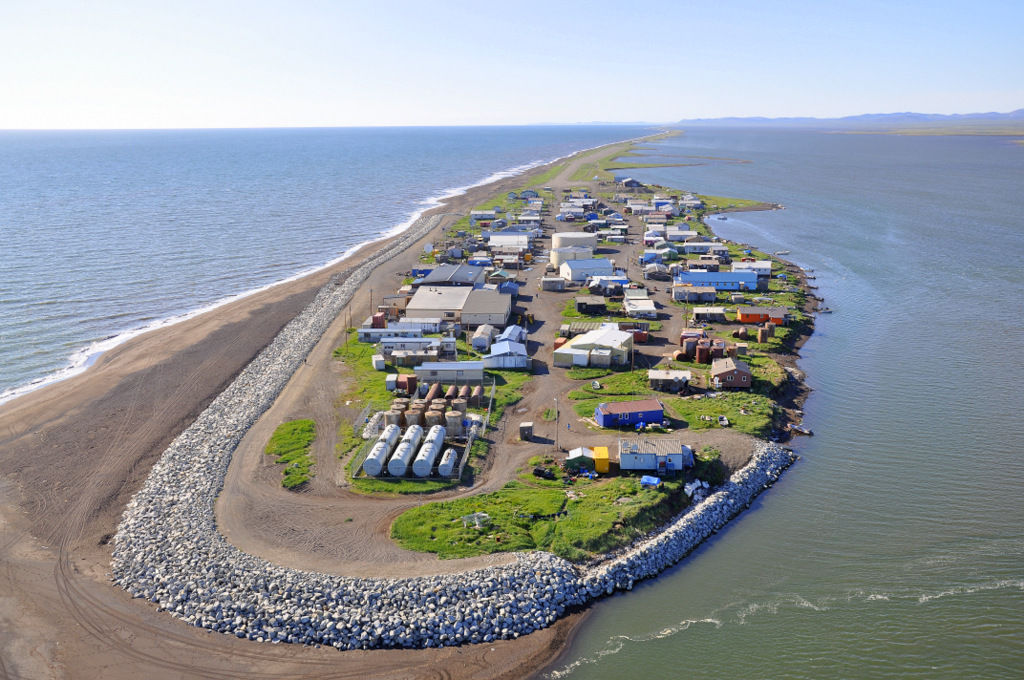
Foto aerea di Kivalina
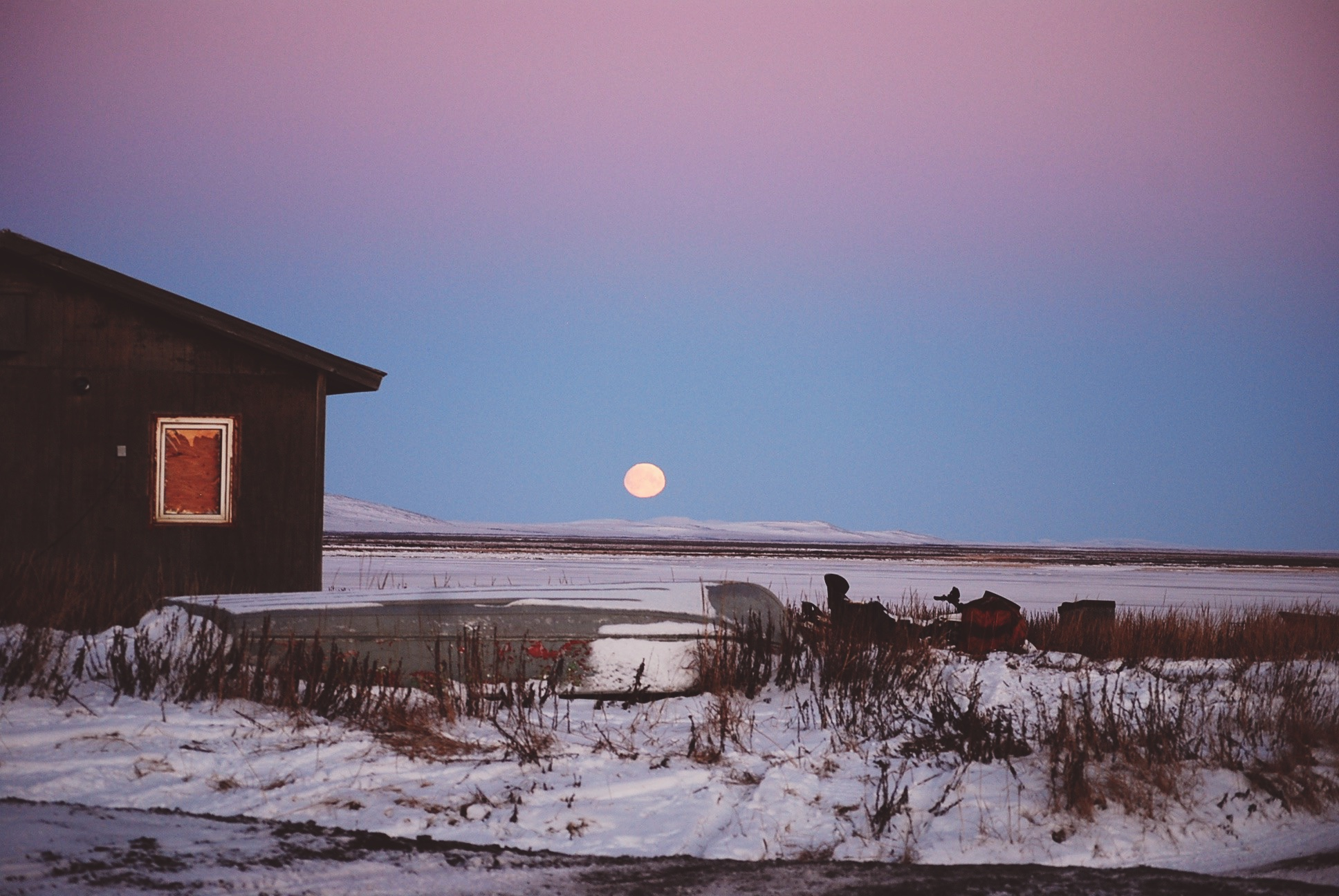
Kivalina di notte